# FC Blue Boys Muhlenbach
Der FC Blue Boys Muhlenbach war ein luxemburgischer Fußballverein aus dem Stadtteil Mühlenbach der Stadt Luxemburg.

## Geschichte
Der Verein wurde 1932 gegründet. 1940 wurde er während des Zweiten Weltkrieges in FV Blau-Weiß Mühlenbach umbenannt. 1944 erfolgte die Rückbenennung in den ursprünglichen Namen. 2009 wurde der Verein wegen seiner vielen portugiesischen Mitglieder in Cercle Sportif Muhlenbach Lusitanos und 2012 in FC Muhlenbach-Sandzak (der Verein FC Flaxweiler/Beyren hatte sich aufgelöst und fast alle Spieler wechselten nach Muhlenbach) umbenannt. Ende 2012 wurde er wieder zu seinem ursprünglichen Namen, FC Blue Boys Muhlenbach, zurückbenannt.
Von 2013 bis 2015 spielte der Verein in der zweitklassigen Ehrenpromotion. In der Saison 2014/15 stieg man in die drittklassige 1. Division ab. 2017 kehrte der Klub in die Ehrenpromotion zurück. Am Ende der Saison 2018/19 stiegen die Blue Boys als Vizemeister der Ehrenpromotion erstmals in der Vereinsgeschichte in die BGL Ligue auf. Die folgende Saison 2019/20 wurde nach dem 17. Spieltag abgebrochen. Zu diesem Zeitpunkt standen die Blue Boys auf dem 14. und letzten Platz.
Am 15. Mai 2020 stimmten die Mitglieder des FC Blue Boys und des FC RM Hamm Benfica für eine Fusion. Seitens der Mühlenbacher gab es nur eine Gegenstimme. Der neue Klub führt künftig den Namen FC RM Hamm Benfica und nahm zur Saison 2020/21 den Platz von Mühlenbach in der BGL Ligue ein.
Im Pokal konnte man in der Saison 1999/2000 das Viertelfinale erreichen, was bisher der größte Erfolg in dem Wettbewerb für den Verein ist.

## Sonstiges
Vor der Saison 2019/20 sorgte die Präsidentin des mittlerweile muslimisch geprägten Vereins, Mersija Dragolovcanin, in einem Interview bei der luxemburgischen Zeitung Tageblatt für Gesprächsstoff. Sie teilte mit, dass auf Grund der religiösen Ansichten des Vereins, ab sofort ein komplettes Alkoholverbot bei den Heimspielen herrsche. Das sorgte in Luxemburg für eine Welle der Empörung.